# Reaven
 (novembre 2020).
 (novembre 2020).
Reaven est un groupe d'indie rock-pop français. 
Il a été créé en 2017 par Roméo Bassi (chanteur-guitariste) et Vincent Fernandes (batteur-choriste). Le groupe s'est formé à Troyes (France) et a ensuite déménagé à Paris (France). Il porte le nom de The Distroy de 2005 à 2016. À la basse et aux chœurs on retrouve Rudy Bournazel, et aux claviers et chœurs également, André Rocha.

## Discographie

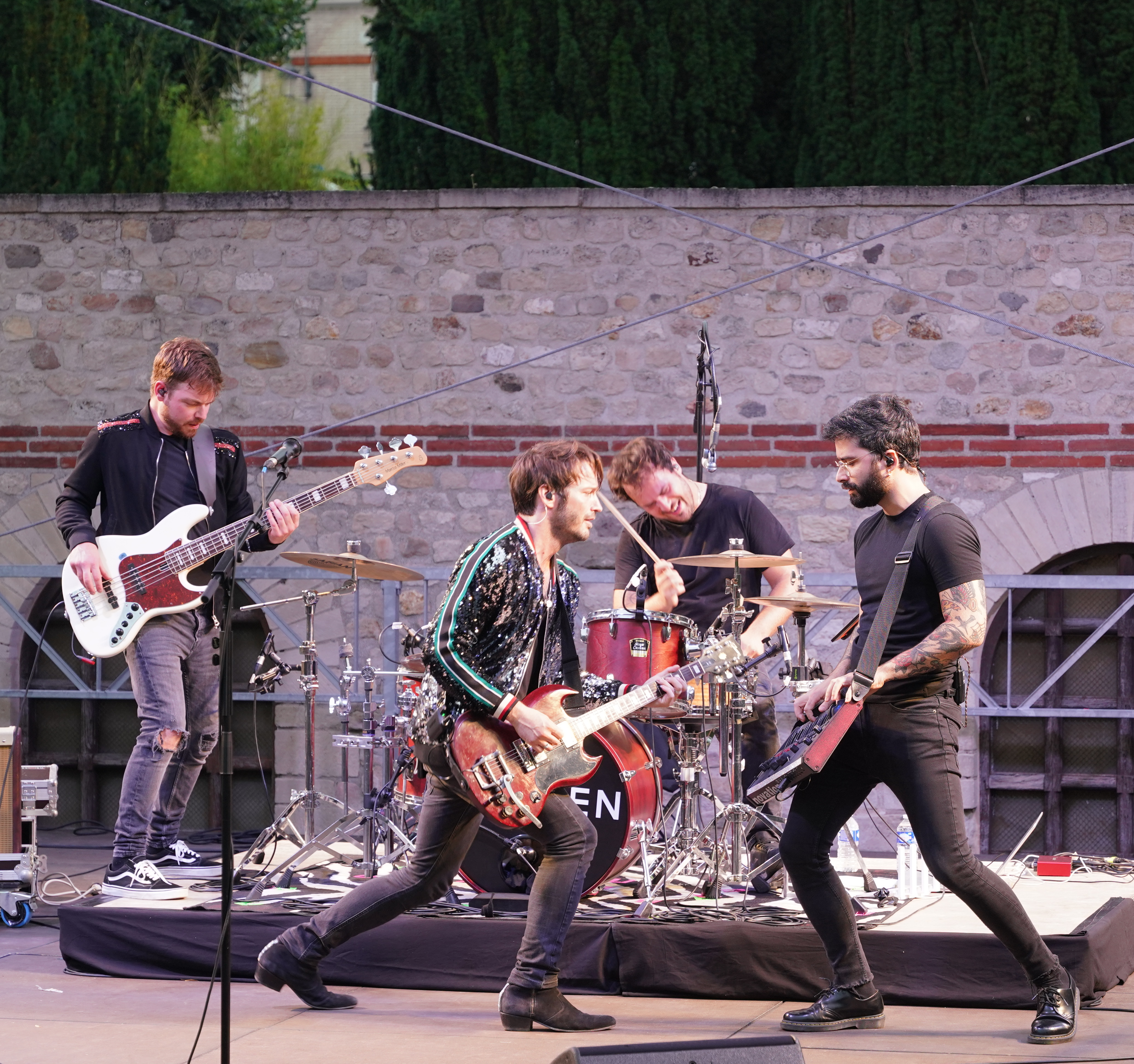
En concert en 2024.

Le 10 Janvier 2025 marque la sortie du single Something To Remember, deuxième extrait de l'album à venir au Printemps 2025.
Le single Never Let Me Go est sorti le 8 Mars 2024 sous le label Generic Records (USA) et le distributeur The Orchard.
Le 1er Décembre 2023, sort un EP Live 6 titres enregistré durant le concert Symphonique du groupe en France en juillet 2023, nommé Live Symphony Orchestra. Le 13 octobre 2023, sort une version franco-anglaise du single Electric Love.
L'album For Tomorrow est le deuxième LP du groupe. Il sort le 6 mai 2022.
Le single A Place Where You Belong - Radio Edit sort le 30 avril 2022 et est présent sur l'album For Tomorrow en version longue. (Be)For Tomorrow sort le 3 juillet 2021, il est composé de 8 titres dans lesquels se trouvent les 3 précédents singles Escape, Hope, Electric Love ainsi que 2 titres inédits Ordinary Heroes et Reflection. En bonus, 3 titres extraits de leur Live acoustique (2021) viennent compléter cet opus.
Le single Escape, sorti en mai 2020, est un titre pop rock composé et enregistré durant le premier confinement de la crise sanitaire du Covid-19.       
Le titre Hope est composé et enregistré en Espagne, à Roses en 2018. Le single Electric Love, sorti en mai 2019, est le premier titre présenté après la sortie de l'album Unbreakable de 2018.
L'album Unbreakable est le 1er LP du groupe sous le nom Reaven.